# Enicospilus mirax
Enicospilus mirax là một loài tò vò trong họ Ichneumonidae.